# Thomas Bo Larsen
Thomas Bo Larsen (Gladsaxe,  27 de noviembre de 1963) es un actor danés. Ha participado en varias películas y series desde su debut en 1984, pero ha destacado principalmente por ser un actor de cine.

## Biografía
Larsen se graduó de la Escuela de Teatro de Odense en 1991 e hizo su gran avance en el cortometraje nominado al Oscar Sidste omgang en 1993. Ha participado en numerosas producciones teatrales, entre otros, Café Teatret, Østre Gasværk Teater, Teatro Aveny y el Teatro Real. Sus películas más destacadas son De skrigende halse (1993), Ondt blod (1996), De største helte (1996) y la ganadora del Premio del Jurado del Festival de Cannes, Festen (1998). En 1997 ganó un premio Robert por el papel principal masculino de este año en De største helte y en 1999 otro Robert por su papel secundario en Festen.
Entre las películas recientes destacan Mirakel (2000), Monas Verden (2001), Den gode strømer (2004), Store planer (2005), Solkongen (2005), Lotto (2006), Jagten (2012) y Druk (2020). En la serie de televisión Bedrag de DR, interpreta uno de los papeles principales como el oficial de policía Mads Justesen, por el cual recibió un Robert en 2017 por la estrella de televisión masculina del año.

## Filmografía
| Año  | Título                         | Rol  | Notas |
| ---- | ------------------------------ | ---- | ----- |
| 1992 | De skrigende halse             |      |       |
| 1995 | Sidste time                    |      |       |
| 1996 | De største helte               |      |       |
| 1996 | Pusher                         |      |       |
| 1996 | Ondt blod                      |      |       |
| 1997 | Riget II                       |      |       |
| 1998 | Albert                         |      |       |
| 1998 | Festen                         |      |       |
| 1998 | I Wonder Who's Kissing You Now |      |       |
| 1998 | Nattens engel                  | Gary |       |
| 1999 | Kærlighed ved første hik       |      |       |
| 1999 | Bornholms stemme               |      |       |
| 1999 | Flænset                        |      |       |
| 2000 | Mirakel                        |      |       |
| 2000 | Her i nærheden                 |      |       |
| 2000 | Blinkende lygter               |      |       |
| 2001 | Monas verden                   |      |       |
| 2001 | Grev Axel                      |      |       |
| 2001 | Fukssvansen                    |      |       |
| 2002 | Humørkort-stativ-sælgerens søn |      |       |
| 2004 | Den gode strømer               |      |       |
| 2005 | Store planer                   |      |       |
| 2005 | Solkongen                      |      |       |
| 2005 | Ambulancen                     |      |       |
| 2006 | Lotto                          |      |       |
| 2007 | En mand kommer hjem            |      |       |
| 2009 | Winnie & Karina - The Movie    |      |       |
| 2011 | Hjælp nu er det jul            |      |       |
| 2012 | Jagten                         |      |       |
| 2017 | Far til fire - på toppen       |      |       |
| 2020 | Far til fire og vikingerne     |      |       |
| 2020 | Druk                           |      |       |

## Premios y distinciones
Festival Internacional de Cine de San Sebastián
| Año  | Categoría                      | Película | Resultado |
| ---- | ------------------------------ | -------- | --------- |
| 2020 | Concha de Plata al mejor actor | Druk     | Ganador   |